# Копенгаген (Нью-Йорк)
Копенгаген (англ. Copenhagen) — селище (англ. village) в США, в окрузі Льюїс штату Нью-Йорк. Населення — 631 особа (2020).

## Географія
Копенгаген розташований за координатами 43°53′36″ пн. ш. 75°40′21″ зх. д. / 43.89333° пн. ш. 75.67250° зх. д. (43.893436, -75.672617).  За даними Бюро перепису населення США в 2010 році селище мало площу 3,04 км², уся площа — суходіл.

## Демографія
Згідно з переписом 2010 року, у селищі мешкала 801 особа в 320 домогосподарствах у складі 202 родин. Густота населення становила 263 особи/км².  Було 371 помешкання (122/км²).
Расовий склад населення:
| - 96,4 % — білих - 0,9 % — чорних або афроамериканців - 0,9 % — азіатів - 0,2 % — корінних американців |

До двох чи більше рас належало 1,4 %. Частка іспаномовних становила 2,2 % від усіх жителів.
За віковим діапазоном населення розподілялося таким чином: 25,7 % — особи молодші 18 років, 63,4 % — особи у віці 18—64 років, 10,9 % — особи у віці 65 років та старші. Медіана віку мешканця становила 30,2 року. На 100 осіб жіночої статі у селищі припадало 103,8 чоловіків;  на 100 жінок у віці від 18 років та старших — 99,7 чоловіків також старших 18 років.
Середній дохід на одне домашнє господарство  становив 60 904 долари США (медіана — 47 063), а середній дохід на одну сім'ю — 70 046 доларів (медіана — 62 250). Медіана доходів становила 42 375 доларів для чоловіків та 29 934 долари для жінок. За межею бідності перебувало 7,1 % осіб, у тому числі 1,8 % дітей у віці до 18 років та 6,3 % осіб у віці 65 років та старших.
Цивільне працевлаштоване населення становило 314 осіб. Основні галузі зайнятості: роздрібна торгівля — 23,6 %, публічна адміністрація — 19,7 %, освіта, охорона здоров'я та соціальна допомога — 17,2 %.